# Зеленовский сельский совет (Приморский район)
Зеленовский сельский совет (укр. Зеленівська сільська рада) — входит в состав
Приморского района
Запорожской области
Украины.
Административный центр сельского совета находится в 
с. Зеленовка.

## История
- 1862 — дата образования.

## Населённые пункты совета
- с. Зеленовка
- пос. Нельговка
- с. Нельговка